# NGC 7759A
NGC 7759A (другие обозначения — PGC 72499, MCG -3-60-19) — галактика в созвездии Водолей.
Этот объект не входит в число перечисленных в оригинальной редакции «Нового общего каталога» и был добавлен позднее.